# Emma Johansson
Emma Karolina Johansson (Sollefteå, 23 settembre 1983) è un'ex ciclista su strada e ciclocrossista svedese, attiva tra le Elite UCI dal 2005 al 2017 e due volte medaglia d'argento olimpica nella gara in linea, a Pechino 2008 e Rio de Janeiro 2016.

## Palmarès

### Strada
- 2005

Campionati svedesi, prova a cronometro
- 2006

Sluitingsprijs Handzame
- 2007 (Vlaanderen-Capri Sonne)

Campionati svedesi, prova a cronometro
Grote Prijs Boezinge
1ª tappa, 1ª semitappa Hermeton Classic
Grote Prijs Hoeleden
Grote Prijs Adinkerke
Sluitingsprijs Handzame
Grote Prijs Kieldrecht
- 2008 (AA Cycling Team)

Grote Prijs Laarne
Grote Prijs Burcht
Campionati svedesi, prova a cronometro
5ª tappa Trophée d'Or
Classifica generale Trophée d'Or
Kampioenschap van Vlaanderen - Wieze-Lebbeke
- 2009 (Red Sun Cycling Team, quattro vittorie)

Grote Prijs Oostduinkerke
Ronde van Drenthe
5ª tappa Thüringen Rundfahrt (Schmölln)
6ª tappa Holland Tour (Valkenburg aan de Geul > Cauberg)
- 2010 (Red Sun Cycling Team, sette vittorie)

Omloop Het Nieuwsblad
Omloop van het Hageland
Grand Prix Mameranus
Campionati svedesi, prova in linea
1ª tappa Thüringen Rundfahrt (Altenburg)
5ª tappa Trophée d'Or (Cosne-sur-Loire > Cosne-sur-Loire)
Classifica generale Trophée d'Or
- 2011 (Hitec Products UCK, dieci vittorie)

Omloop Het Nieuwsblad
Omloop van het Hageland
Grand Prix Cholet-Pays de Loire
Grand Prix de Dottignies
3ª tappa, 2ª semitappa Iurreta-Emakumeen Bira (Deba > Deba)
3ª tappa Giro del Trentino (Ton > Cles)
Campionati svedesi, Prova in linea
2ª tappa Thüringen Rundfahrt (Greiz)
Classifica generale Thüringen Rundfahrt
6ª tappa Trophée d'Or (Sancoins > Saint-Amand-Montrond)
- 2012 (Hitec Products-Mistral Home, cinque vittorie)

3ª tappa Tour de Free State (Clarens > Clarens)
Classifica generale Tour de Free State
Campionati svedesi, prova in linea
Campionati svedesi, prova a cronometro
9ª tappa Giro d'Italia (Sarnico > Bergamo)
- 2013 (Orica-AIS, dieci vittorie)

Cholet-Pays de Loire
Gooik-Geraardsbergen-Gooik
2ª tappa Emakumeen Euskal Bira (Aretxabaleta > Aretxabaleta)
3ª tappa Emakumeen Euskal Bira (Orduña, cronometro)
Classifica generale Emakumeen Euskal Bira
Campionati svedesi, prova a cronometro
1ª tappa Thüringen Rundfahrt (Schleusingen > Schleusingen)
5ª tappa Thüringen Rundfahrt (Altenburg > Altenburg)
Classifica generale Thüringen Rundfahrt
Prologo Route de France (Soissons, cronometro)
- 2014 (Orica-AIS, dieci vittorie)

Le Samyn
Cholet-Pays de Loire
Trofeo Alfredo Binda-Comune di Cittiglio
1ª tappa Women's Tour (Oundle > Northampton)
Valkenburg Hills Classic
Campionati svedesi, prova in linea
Campionati svedesi, prova a cronometro
2ª tappa, 1ª semitappa BeNe Tour (Philippine, cronometro)
Classifica generale BeNe Tour
6ª tappa Holland Tour (Bunde > Berg en Terblijt)
- 2015 (Orica-AIS, sette vittorie)

Durango-Durango Emakumeen Saria
2ª tappa Emakumeen Euskal Bira (Maruri-Jatabe > Fruiz)
4ª tappa Emakumeen Euskal Bira (Markina-Xemein > Markina-Xemein)
Campionati svedesi, prova in linea
Campionati svedesi, prova a cronometro
Classifica generale Thüringen Rundfahrt
Classifica generale Belgium Tour
- 2016 (Wiggle-High5, cinque vittorie)

2ª tappa Emakumeen Euskal Bira (Eskoriatza > Eskoriatza)
4ª tappa Emakumeen Euskal Bira (Echarri > Urkiola)
Classifica generale Emakumeen Euskal Bira
Campionati svedesi, prova a cronometro
Campionati svedesi, prova in linea

#### Altri successi
- 2012 (Hitec Products-Mistral Home)

Classifica a punti Thüringen Rundfahrt
- 2013 (Orica-AIS)

Classifica a punti Thüringen Rundfahrt
- 2015 (Orica-AIS)

Classifica a punti Emakumeen Euskal Bira
- 2016 (Wiggle-High5)

Classifica a punti Emakumeen Euskal Bira
Classifica scalatrici Auensteiner-Radsporttage
Classifica scalatrici Thüringen Rundfahrt

### Ciclocross
- 2013-2014

Campionati svedesi, gara Elite
- 2016-2017

Stockholm Cyclocross (Stoccolma)

## Piazzamenti

### Competizioni mondiali
- Campionati del mondo su strada

Madrid 2005 - In linea Elite: 100ª
Salisburgo 2006 - In linea Elite: 63ª
Stoccarda 2007 - Cronometro Elite: 26ª
Stoccarda 2007 - In linea Elite: 6ª
Varese 2008 - In linea Elite: 4ª
Varese 2008 - Cronometro Elite: 14ª
Mendrisio 2009 - In linea Elite: 11ª
Melbourne 2010 - Cronometro Elite: 11ª
Melbourne 2010 - In linea Elite: 3ª
Copenaghen 2011 - Cronometro Elite: 14ª
Copenaghen 2011 - In linea Elite: 14ª
Limburgo 2012 - Cronometro Elite: 12ª
Limburgo 2012 - In linea Elite: 9ª
Toscana 2013 - Cronosquadre: 3ª
Toscana 2013 - Cronometro Elite: 10ª
Toscana 2013 - In linea Elite: 2ª
Ponferrada 2014 - Cronosquadre: 2ª
Ponferrada 2014 - In linea Elite: 3ª
Richmond 2015 - Cronometro Elite: 17ª
Richmond 2015 - In linea Elite: 5ª
Doha 2016 - In linea Elite: 49ª
- Giochi olimpici

Pechino 2008 - In linea: 2ª
Pechino 2008 - Cronometro: 21ª
Londra 2012 - In linea: 6ª
Londra 2012 - Cronometro: 14ª
Rio de Janeiro 2016 - In linea: 2ª
- Coppa del mondo/World Tour

Coppa del mondo 2006: 98ª (7 punti)
Coppa del mondo 2008: 18ª (71 punti)
Coppa del mondo 2009: 2ª (379 punti)
Coppa del mondo 2010: 2ª (209 punti)
Coppa del mondo 2011: 3ª (223 punti)
Coppa del mondo 2012: 6ª (110 punti)
Coppa del mondo 2013: 2ª (302 punti)
Coppa del mondo 2014: 2ª (390 punti)
Coppa del mondo 2015: 12ª (211 punti)
World Tour 2016: 8ª (463 punti)